# Планирование психологического эксперимента
Планирование эксперимента — один из важнейших этапов организации психологического исследования, на котором исследователь пытается сконструировать наиболее оптимальную для воплощения на практике модель (то есть план) эксперимента.
Грамотно составленная схема исследования, план, позволяет добиться оптимальных значений валидности, надёжности и точности в исследовании, предусмотреть нюансы, за которыми сложно уследить при бытовом «спонтанном экспериментировании». Зачастую, чтобы скорректировать план, экспериментаторы проводят так называемое пилотное, или пробное, исследование, которое можно рассматривать как «черновик» будущего научного эксперимента.

## Основные вопросы, на которые отвечает экспериментальный план
Экспериментальный план создаётся для того, чтобы ответить на основные вопросы о:
- количестве независимых переменных, которые используются в эксперименте (одна или несколько?);
- количестве уровней независимой переменной (изменяется ли независимая переменная или остаётся постоянной?);
- методах контроля дополнительных, или возмущающих, переменных (какие необходимо и целесообразно применить?):
  - метод прямого контроля (прямое исключение известной дополнительной переменной),
  - метод выравнивания (учитывать известную дополнительную переменную при невозможности её исключения),
  - метод рандомизации (случайный отбор групп в случае неизвестности дополнительной переменной)[1].

Одним из самых важных вопросов, на которые должен ответить экспериментальный план, — определить, в какой последовательности должно происходить изменение рассматриваемых стимулов (независимых переменных), воздействующих на зависимую переменную. Такое воздействие может варьироваться от простой схемы «A1—A2», где A1 — первое значение стимула, A2 — второе значение стимула, до более сложных, таких, как «A1—A2—A1—A2», и т. д. Последовательность предъявления стимулов — очень важный вопрос, напрямую касающийся соблюдения валидности исследования: к примеру, если постоянно предъявлять человеку один и тот же стимул, он может стать менее восприимчив к нему.

## Этапы планирования
Планирование включает в себя два этапа:
1. Содержательное планирование эксперимента:
  - Определение ряда теоретических и экспериментальных положений, образующих теоретическую основу исследования.
  - Формулировка теоретических и экспериментальных гипотез исследования.
  - Выбор необходимого метода эксперимента.
  - Решение вопроса выборки испытуемых:
    - Определение состава выборки.
    - Определение объёма выборки.
    - Определение способа формирования выборки.
2. Формальное планирование эксперимента:
  - Достижение возможности сравнения результатов.
  - Достижение возможности обсуждения полученных данных.
  - Обеспечение экономичного проведения исследования.

Главной целью формального планирования считается исключение максимально возможного числа причин искажения результатов.

## Виды планов
1. Простые (однофакторные) планы
  - Опыты с воспроизводимыми условиями
  - Опыты с привлечением двух независимых групп (экспериментальной и контрольной)
2. Комплексные планы
  - Планы для многоуровневых экспериментов
  - Факторные планы
3. Квазиэкспериментальные планы
  - Планы ex post facto
  - Планы экспериментов с малым N
4. Планы корреляционных исследований

### Простые планы[3]
Простые планы, или однофакторные, предусматривают изучение влияния на зависимую переменную только одной независимой переменной. Преимущество таких планов состоит в их эффективности при установлении влияния независимой переменной, а также в лёгкости анализа и интерпретации результатов. Недостаток заключается в невозможности сделать вывод о функциональной зависимости между независимой и зависимой переменными.

#### Опыты с воспроизводимыми условиями
В сравнении с опытами с привлечением двух независимых групп такие планы требуют меньшего количества участников. План не подразумевает наличия разных групп (например, экспериментальной и контрольной). Цель таких опытов — установить воздействие одного фактора на одну переменную.

#### Опыты с привлечением двух независимых групп
Опыты с привлечением двух независимых групп — экспериментальной и контрольной — опыты, в которых экспериментальному воздействию подвергается лишь экспериментальная группа, в то время как контрольная группа продолжает делать то, что она обычно делает. Цель таких опытов — проверка действия одной независимой переменной.

### Комплексные планы
Комплексные планы составляются для экспериментов, в которых изучается либо воздействие нескольких независимых переменных (факторные планы), либо последовательное воздействие различных градаций одной независимой переменной (многоуровневые планы).

#### Планы для многоуровневых экспериментов
Если в экспериментах используется одна независимая переменная, ситуация, когда изучаются только два её значения, считается скорее исключением, чем правилом. В большинстве однофакторных исследований три или более значений независимой переменной, — такие планы часто называют однофакторными многоуровневыми. Такие планы могут использоваться как для исследования нелинейных эффектов (то есть случаев, когда независимая переменная принимает более двух значений), так и для проверки альтернативных гипотез. Преимущество таких планов — в возможности определить вид функциональной зависимости между независимой и зависимой переменными. Недостаток, однако же, заключается в больших временных затратах, а также в необходимости привлечь больше участников.

#### Факторные планы
Факторные планы подразумевают использование более чем одной независимой переменной. Таких переменных, или факторов, может быть сколько угодно, однако обычно ограничиваются использованием двух, трёх, реже — четырёх.
Факторные планы описываются с помощью системы нумерации, показывающей количество независимых переменных и количество значений (уровней), принимаемых каждой переменной. Например, факторный план 2х3 («два на три») имеет две независимые переменные (факторы), первая из которых принимает два значения («2»), а вторая — три значения («3»); факторный план 3х4х5 имеет соответственно три независимые переменные, принимающие «3», «4» и «5» значений соответственно.
В эксперименте, проводимом по факторному плану 2х2, допустим, один фактор, A, может принимать два значения — A1 и A2, а другой фактор, B, может принимать значения B1 и B2. В течение эксперимента согласно плану 2х2 должно быть проведено четыре опыта:
1. A1B1
2. A1B2
3. A2B1
4. A2B2

Порядок следования опытов может быть различным в зависимости от целесообразности, определяемой задачами и условиями каждого конкретного эксперимента.

### Квазиэкспериментальные планы
Квазиэкспериментальные планы — планы для экспериментов, в которых вследствие неполного контроля за переменными нельзя сделать выводы о существовании причинно-следственной связи. Понятие квазиэкспериментального плана было введено Кэмпбеллом и Стэнли в работе «Experimental and quasi-experimental designs for research» (Cambell, D. T. & Stanley, J. C., 1966). Это делалось с целью преодоления некоторых проблем, встававших перед психологами, которые желали провести исследование в менее строгой обстановке, чем лабораторная. Квазиэкспериментальные планы часто применяются в прикладной психологии.
Виды квазиэкспериментальных планов:
1. Планы эксперимента для неэквивалентных групп
2. Планы дискретных временных серий.

Типы:
1. Эксперимент по плану временных серий
2. План серий временных выборок
3. План серий эквивалентных воздействий
4. План с неэквивалентной контрольной группой
5. Сбалансированные планы.

#### Планы ex post facto
Исследования, в которых сбор и анализ данных производится после того, как событие уже свершилось, называемые исследованиями ex post facto, многие специалисты относят к квазиэкспериментальным. Такие исследования часто осуществляются в социологии, педагогике, клинической психологии и нейропсихологии. Суть исследования ex post facto состоит в том, что экспериментатор сам не воздействует на испытуемых: в качестве воздействия выступает некоторое реальное событие из их жизни.
В нейропсихологии, к примеру, долгое время (и даже сегодня) исследования основывались на парадигме локализационизма, которая выражается в подходе «локус — функция» и утверждает, что поражения определённых структур позволяют выявить локализацию психических функций — конкретный материальный субстрат, в котором они «находятся», в мозге [см. А. Р. Лурия, «Поражения мозга и мозговая локализация высших функций»; подобные исследования можно отнести к исследованиям ex post facto.
При планировании исследования ex post facto имитируется схема строгого эксперимента с уравниванием или рандомизацией групп и тестированием после воздействия.

#### Планы экспериментов с малым N
Планы с малым N также называют «планами с одним субъектом», так как индивидуально рассматривается поведение каждого испытуемого. Одной из главных причин использования экспериментов с малым N считается невозможность в некоторых случаях применить результаты, полученные из обобщений на больших группах людей, ни к одному из участников индивидуально (что, таким образом, приводит к нарушению индивидуальной валидности).
Психолог Б. Ф. Скиннер считается самым известным защитником этого направления исследований: по его мнению, исследователь должен «изучать одну крысу на протяжении тысячи часов, <…> а не тысячу крыс по часу на каждую или сто крыс по десять часов на каждую». Интроспективные исследования Эббингауза также можно отнести к экспериментам с малым N (только исследуемым им субъектом был он сам).
План с одним субъектом должен учитывать как минимум три условия:
1. Необходимо точно определить целевое поведение в терминах событий, которые легко зафиксировать.
2. Необходимо установить базовый уровень реакции.
3. Необходимо произвести воздействие на испытуемого и зафиксировать его поведение.

### Планы корреляционных исследований
О корреляционных исследованиях см. основную статью Корреляционное исследование.
Корреляционное исследование — исследование, проводимое для подтверждения или опровержения гипотезы о статистической связи (корреляции) между несколькими (двумя или более) переменными. От квазиэкспериментального план такого исследования отличается тем, что в нём отсутствует управляемое воздействие на объект исследования.
В корреляционном исследовании учёный выдвигает гипотезу о наличии статистической связи между несколькими психическими свойствами индивида или между определёнными внешними уровнями и психическими состояниями, при этом предположения о причинной зависимости не обсуждаются. Испытуемые должны быть в эквивалентных неизменных условиях. В общем виде план такого исследования можно описать как PxO («испытуемые» x «измерения»).

#### Виды корреляционных исследований
- Сравнение двух групп
- Одномерное исследование
- Корреляционное исследование попарно эквивалентных групп
- Многомерное корреляционное исследование
- Структурное корреляционное исследование
- Лонгитюдное корреляционное исследование*

*Лонгитюдные исследования считаются промежуточным вариантом между квазиэкспериментом и корреляционным исследованием.

## Рекомендуемая литература
- Исследование в психологии: метода и планирование / Дж. Гудвин. — 3-е изд. — СПб.: Питер, 2004.
- Солсо Р. Л., Джонсон Х. Х., Бил М. К. Экспериментальная психология: практический курс. СПб.: прайм-ЕВРОЗНАК, 2001.
- Роберт Готтсданкер "Основы психологического эксперимента": Издательство Московского университета 1982